# Haplothismia exannulata
Haplothismia exannulata là một loài thực vật có hoa trong họ Burmanniaceae. Loài này được Airy Shaw mô tả khoa học đầu tiên năm 1952.